# Karen Șahnazarov
Karen Gheorghievici Șahnazarov (n. 8 iulie 1952, Krasnodar, RSFS Rusă, URSS) este un regizor, scenarist, producător sovietic și rus, director general al "Mosfilm" (din 1976), artist emerit al federației Ruse (1997), artist al poporului din Federația Rusă (2002). Membru PCUS din anul 1985. Dublu laureat al premiului de Stat al Federației Ruse.

## Genealogie
Karen Șahnazarov se trage din neamul aristocratic armean al cnejilor Melik-Șahnazarean, care a condus provincia Varanda din Nagorno-Karabah în evul Mediu. Unii autori consideră cnejii Melik-Șahnazarean sînt urmașii antici ai neamurilor Gheharkuni și Siuni, care, la rândul lor, conform Istoriei Armeniei de Movses Horenați (sec. al V-lea), își iau începutul de la legendarul strmoș al armenilor Ajka.

## Biografie
Karen Șahnazarov s-a născut la 8 iulie 1952 în Krasnodar. Tatăl — Gheorghii Hosroevici Șahnazarov  (1924—2001) a fost de etnie armean, mama Anna Grigorievna Șahnazarova (n. 1928) este rusă. A studiat la școala nr. 4. În 1975 a absolvit facultatea regie a VGIK-ului, unde a studiat în atelierul lui Igor Talankin. La același regizor Karen Șahnazarov a lucrat ca asistent la filmul «Выбор цели».

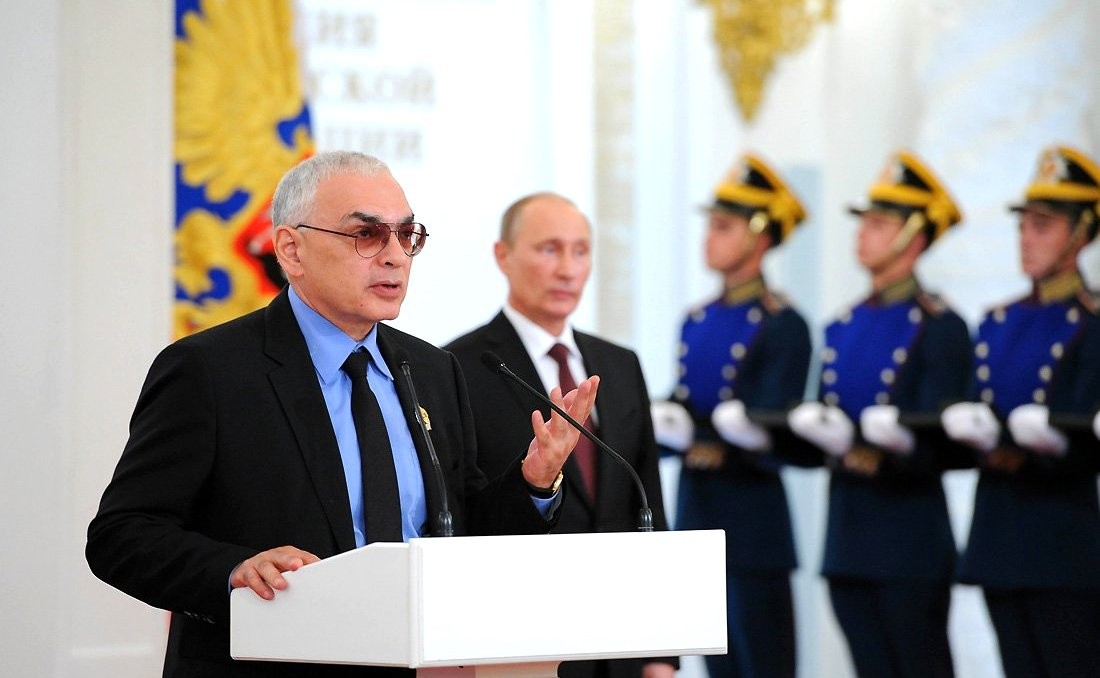
În timpul înmânării premiului de Stat al Federației Ruse în domeniul literaturii și artei, anul 2013

## Filmografie
| An   | Film                                                                                      | Regizor | Scenarist | Producător |
| ---- | ----------------------------------------------------------------------------------------- | ------- | --------- | ---------- |
| 1979 | Добряки                                                                                   | Da      |           |            |
| 1980 | Дамы приглашают кавалеров                                                                 | Da      |           |            |
| 1983 | Jazz '20 (Мы из джаза)                                                                    | Da      | Da        |            |
| 1985 | O seară de iarnă în Gagrakh (Зимний вечер в Гаграх)                                       | Da      | Da        |            |
| 1986 | Curierul (Курьер)                                                                         | Da      |           |            |
| 1988 | Orașul zero (Город Зеро)                                                                  | Da      | Da        |            |
| 1991 | Asasinul țarului (Цареубийца)                                                             | Da      | Da        |            |
| 1992 | Белый король, красная королева                                                            | Da      |           |            |
| 1993 | Vise / Сны                                                                                | Da      | Da        | Da         |
| 1993 | Дети чугунных богов                                                                       | Da      |           |            |
| 1995 | Fiica din America Американская дочь                                                       | Da      | Da        |            |
| 1998 | Ziua lunii pline (День полнолуния)                                                        | Da      | Da        |            |
| 1998 | Кто, если не мы                                                                           | Da      |           |            |
| 1998 | Привет от Чарли-трубача                                                                   | Da      |           |            |
| 2001 | Otrăvuri sau din istoria mondiala a otrăvurilor / (Яды, или Всемирная история отравлений) | Da      | Da        | Da         |
| 2002 | Звезда                                                                                    | Da      |           |            |
| 2004 | Călărețul pieirii / Călărețul morții / Călărețul numit Moarte / Всадник по имени Смерть   | Da      | Da        | Da         |
| 2008 | Imperiul dispărut / Исчезнувшая империя                                                   | Da      | Da        |            |
| 2009 | Salonul nr. 6 / Палата №6                                                                 | Da      | Da        |            |
| 2012 | Tigrul alb (Белый Тигр)                                                                   | Da      | Da        | Da         |
| 2012 | Любовь в СССР                                                                             | Da      | Da        |            |
| 2013 | Косухи                                                                                    | Da      |           |            |
| 2013 | Она                                                                                       | Da      |           |            |
| 2015 | Drumul spre Berlin (Дорога на Берлин)                                                     | Da      |           |            |
| 2016 | Anna Karenina - Povestea lui Vronski (Анна Каренина)                                      | Da      |           |            |

## Legături externe
- K. Arhivat în 21 august 2015, la Wayback Machine. G. Шахназаров pe site-ul Киноконцерна "Mosfilm" Arhivat în 21 august 2015, la Wayback Machine.
- Шахназаров, Karen G. în biblioteca Maxim Moșcov

## Vezi și
- Listă de regizori ruși